# Latosaari (ö i Österbotten)
Latosaari är en ö i Finland. Den ligger i Kyro älv och i kommunen Vasa i den ekonomiska regionen  Vasa  och landskapet Österbotten, i den sydvästra delen av landet, 300 km norr om huvudstaden Helsingfors. Öns area är 3 hektar och dess största längd är 380 meter i sydöst-nordvästlig riktning.